# Stephen Van Rensselaer III.

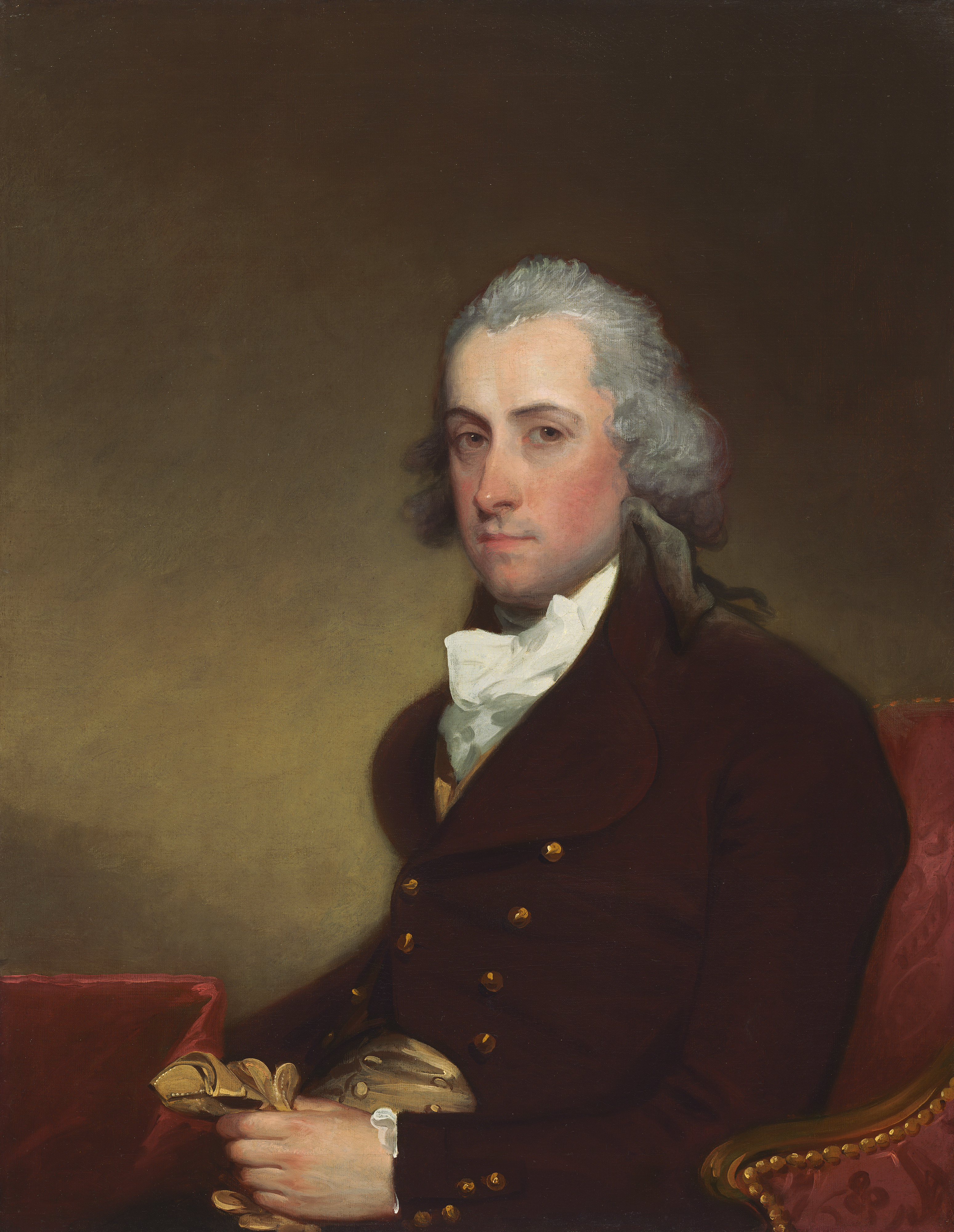
Stephen Van Rensselaer (gemalt von Gilbert Stuart)

Stephen Van Rensselaer III. (* 1. November 1764 in New York City; † 26. Januar 1839 ebenda) war ein US-amerikanischer Politiker, General, Großgrundbesitzer und Philanthrop.

## Biografie
Stephen Van Rensselaer wurde in New York als ältestes Kind von Stephen Van Rensselaer II. und Catharina Livingston geboren. Seine von den ersten holländischen Siedlern im Stadtgebiet abstammende Familie gehörte zu den reichsten der Region. Da sein Vater starb, als er fünf Jahre alt wurde, zog ihn sein Onkel Abraham Ten Broeck auf, der die Treuhänderschaft über das väterliche Vermögen übernommen hatte. 1782 graduierte er an der Harvard University und heiratete ein Jahr später Margarita Schuyler, die Tochter von Philip Schuyler, einem General des Unabhängigkeitskriegs. Nach ihrem Tod 1801 schloss er ein Jahr später eine zweite Ehe mit Cornelia Paterson, der Tochter von William Paterson, einem Juristen und ehemaligen Gouverneur von New Jersey. An seinem 21. Geburtstag übernahm Van Rensselaer die väterlichen Besitzungen, die fast 12.000 Quadratmeilen (31.000 Quadratkilometer) umfassten. Um die Einkünfte zu verbessern, verpachtete er das Land langfristig zu moderaten Summen. Den Pächtern stand deshalb mehr Geld für Investitionen zur Verfügung, was ihre Einkünfte und damit auch die Van Rensselaers steigen ließ. Nach einiger Zeit hatte er etwa 3000 Pächter, denen gegenüber er sich als moderat und wohlwollend erwies. Von der auf diese Weise gesteigerten Produktivität profitierte die gesamte Region Albany.
Van Rensselaer engagierte sich auch in der Politik seines Heimatstaates, angeblich mehr aus Pflichtgefühl als aufgrund persönlicher Ambitionen. Er war von 1789 bis 1791 Mitglied der New York State Assembly, dem Repräsentantenhaus des Staates New York sowie von 1791 bis 1796 Mitglied des Staatssenats. 1795 ernannte man ihm zum Vizegouverneur des Staates. In seinen politischen Ämtern erwarb sich Van Rensselaer den Ruf eines moderaten Reformers.
1786 hatte er den Rang eines Majors in der Miliz erhalten und war seitdem Schritt für Schritt befördert worden, bis er 1801 die Position eines Generalmajors erreichte. Trotz seines hohen Rangs verfügte Van Rensselaer über keine nennenswerten militärischen Kenntnisse und Erfahrungen, weshalb er für die Führung von Truppen im Feld nicht qualifiziert war. Dass er im Krieg von 1812 gegen Großbritannien trotzdem ein Feldkommando erhielt, war das Ergebnis einer Intrige des republikanischen Politikers Daniel D. Tompkins, der ihn auf diese Weise als konkurrierenden Kandidaten der Föderalisten bei der Wahl zum Gouverneur von New York ausschalten wollte. Lehnte Van Rensselaer ab, hätte er an Ansehen bei den Wählern verloren, nahm er die Position an, konnte er nicht kandidieren. Würde er sich (was angesichts seiner fehlenden Kenntnisse wahrscheinlich war) als schlechter General erweisen, wäre er diskreditiert, und selbst wenn er Erfolg hätte, wäre er für die Wahl nicht freigestellt worden. Tompkins sicherte sich durch diesen Schachzug die Wahl zum Gouverneur, erwies seinem Land aber einen schlechten Dienst, da auf diese Weise ein Kommandeur ohne die notwendigen Kenntnisse das Kommando über die wichtigste Armee auf dem Kriegsschauplatz an der kanadischen Grenze übernahm.
Van Rensselaer akzeptierte den ihm angebotenen Posten als Kommandeur der „Armee der Mitte“ in Lewiston auf dem Kriegsschauplatz am Niagara River widerstrebend, obwohl er den Krieg gegen Großbritannien abgelehnt hatte. Im Bewusstsein seiner fehlenden Kenntnisse sicherte er sich die Dienste seines Cousins, Oberst Solomon Van Rensselaer als Adjutant. Bei seiner Armee fand der neue Kommandeur eine schwierige Situation vor. Die Truppen bestanden größtenteils aus schlecht ausgebildeten und unerfahrenen Milizionären, die durch die Verfassung eigentlich von der Verpflichtung befreit waren, außerhalb der USA Kriegsdienst zu leisten. Theoretisch unterstand Van Rensselaer zwar ein Kontingent regulärer Soldaten unter Brigadegeneral Alexander Smyth, der sich aus Abneigung gegen Van Rensselaer aber weigerte, dessen Befehle auszuführen. Van Rensselaer selbst wollte zwar einen Angriff möglichst verzögern, wurde aber von Präsident James Monroe unter massiven Druck gesetzt, da dieser einen Erfolg über die Briten brauchte, um die Stimmung im Land zu verbessern. Da die Briten die strategisch wichtigen Höhen von Queenston zu befestigen begannen und die Moral der US-Truppen durch Hunger, Krankheiten und die demonstrative Vorführung amerikanischer Kriegsgefangener durch die Briten zunehmend litt, drängten auch Van Rensselaers Offiziere auf einen raschen Angriff.
Für den 13. Oktober 1812 befahl Van Rensselaer deshalb seiner etwa 7000 Mann umfassenden Armee einen Angriff auf die britischen Stellungen auf der anderen Seite des Niagara River. Obwohl es den anfangs weit überlegenen Amerikanern gelang, einen Brückenkopf zu bilden und eine britische Schlüsselstellung zu nehmen, endete die Schlacht von Queenston Heights in einem verlustreichen Debakel, da es den von Generalmajor Sir Isaac Brock und nach dessen Tod von Generalmajor Roger Hale Sheaffe geführten Briten gelang, den Brückenkopf zu zerschlagen und die dort befindlichen US-Truppen zur Kapitulation zu zwingen. Die Niederlage beendete die militärische Karriere Van Rensselaers, der unmittelbar danach sein Kommando niederlegte.
Ohne Zweifel war Van Rensselaer für das Ausmaß der Niederlage mit verantwortlich, da die Geheimhaltung nicht funktioniert hatte und er weder für die Bereitstellung von genügend Booten noch für ausreichend Munition gesorgt hatte. Es gelang ihm nicht, die Milizionäre zum Überschreiten des Flusses zu bewegen, er konnte nicht einmal die Bootsbesatzungen dazu bringen, die auf der anderen Flussseite abgeschnittenen Truppen zu retten. Allerdings war er mit diesem Kommando von Anfang an überfordert, weshalb die Verantwortung vor allem bei denen zu suchen ist, die ihn zu dessen Übernahme genötigt hatten. Hinzu kommt, dass Van Rensselaer kaum die Schuld am allgemein schlechten Zustand der US Army trug, die sich in mangelhaft qualifizierten Offizieren, unzureichender Ausbildung, Ausrüstung, Bewaffnung und Versorgung, der Verwendung ungeeigneter Miliztruppen und politischen Intrigen auswirkte, die nicht nur in diesem Fall militärische Operationen behinderten. Charakteristisch ist, dass Brigadegeneral Smyth, der durch seine Befehlsverweigerung (er sollte einen Entlastungsangriff ausführen, ignorierte die Anweisung jedoch) zum Ausmaß der Niederlage beigetragen hatte, Nachfolger Van Rensselaers wurde, statt sich vor einem Kriegsgericht zu verantworten.
Obwohl sein Name mit einer der schmählichsten militärischen Niederlagen der US Army verbunden war, genoss Van Rensselaer genug Popularität, um weiterhin politisch tätig zu sein. 1821 wurde er in die Constitutional Convention (Verfassunggebende Versammlung) des Staates New York gewählt, zwei Jahre später als Nachfolger Solomon Van Rensselaers in das Repräsentantenhaus, dem er bis 1829 angehörte. 1829 zog er sich aus dem öffentlichen Leben zurück und begann, sich mit seinem Vermögen verstärkt im Wohlfahrts- und Bildungsbereich zu engagieren. Er war Regent der State University of New York von 1819 bis 1839 und gründete 1824 zusammen mit Amos Eaton die Rensselaer School, heute das Rensselaer Polytechnic Institute (RPI), eine angesehene technologische Bildungseinrichtung.
Stephen Van Rensselaer III. starb am 26. Januar 1839 in New York. Er war der Vater von Henry Bell Van Rensselaer, einem Politiker und General des Bürgerkrieges.